# Platycleis umbilicata
Platycleis umbilicata är en insektsart som beskrevs av Costa, A. 1885. Platycleis umbilicata ingår i släktet Platycleis och familjen vårtbitare. Inga underarter finns listade i Catalogue of Life.